# Rhophitulus minutus
Rhophitulus minutus är en biart som först beskrevs av Schlindwein och Jesus Santiago Moure 1998.  Rhophitulus minutus ingår i släktet Rhophitulus och familjen grävbin. Inga underarter finns listade i Catalogue of Life.